# Rappler
Rappler är en filippinsk nyhetswebbplats, baserad i Pasig, Manila, grundad av journalisten Maria Ressa, mottagare av Nobels fredspris 2021, och en grupp andra filippinska journalister. Gruppen bakom nyhetssidan bestod ursprungligen, förutom Ressa, av Beth Frondoso, Glenda Gloria, Chay Hofileña, Gemma Mendoza, Marites Vitug, Cheche Lazaro, Manny Ayala, Raymund Miranda och Nico Nolledo. 

## Historik
Med idén om att professionella journalister använder sociala medier och crowdsourcing för nyhetsdistribution, startades Rappler 2011 av den filippinska journalisten Maria Ressa tillsammans med hennes entreprenör och journalistvänner.
Brainstormingen för företaget började någon gång under 2010 när Maria Ressa skrev sin andra bok, Från Bin Laden till Facebook. Andra nyckelpersoner som var involverade i början var den tidigare Newsbreak-chefen och ABS-CBN News Channel-chefredaktören Glenda Gloria, journalisten och professorn vid Ateneo De Manila University Chay Hofileña, den tidigare verkställande producenten för TV Patrol Lilibeth Frondoso, den filippinska internetpionjären Nix Nolledo, internetentreprenören Manuel I. Ayala och den tidigare NBC Universal Global Networks Asia-Pacific verkställande direktör Raymund Miranda.
Rappler blev först offentlig som en betaversion av webbplatsen den 1 januari 2012, samma dag som Philippine Daily Inquirer publicerade en Rappler-artikel som bröt historien om (dåvarande) filippinska chefsdomaren Renato Corona som tilldelades en doktorsexamen från University of Santo Tomas utan en nödvändig avhandling. Sajten lanserades officiellt vid sitt #MoveManila evenemang vid Far Eastern University i Manila den 12 januari 2012.